# Robert Bresson
Robert Bresson, född 25 september 1901 i Bromont-Lamothe i Puy-de-Dôme, död 18 december 1999 i Paris, var en fransk filmregissör och manusförfattare.

## Introduktion
Robert Bresson har ett stort anseende bland filmvetare runt om i världen men för den vida allmänheten är hans filmer relativt okända. Han tillhörde den första skaran filmregissörer som omtalades med epitetet auteurer, tillsammans med Luis Buñuel, Ingmar Bergman och Akira Kurosawa. Han hyllades högt av Cahiers du cinéma och därigenom av de franska nya vågen-regissörerna, men har trots det förblivit relativt okänd och aldrig fått det allmänna erkännande och den ekonomiska framgång som t.ex. Antonioni, Bergman och Fellini fått.
Detta har att göra med att hans personliga filmstil inte passade konventionella föreställningar om "hur film ska vara". Det hänger även ihop med skådespeleriet i hans filmer. Skådespelarna var amatörer som ofta saknade koppling till såväl film som teater, utan var ”[…] hämtade ur livet.” Amatörerna skulle både röra sig och uttala sina repliker på ett helt "uttryckslöst sätt". Bresson gick så långt att han vägrade kalla dem skådespelare utan kallade dem "modeller". Genom att gå emot så många av tidens filmkonventioner och avstå från att ha kända skådespelare i huvudrollerna fick han svårt att finansiera sina filmer, vilket gjorde att det gick många år mellan produktionerna. 
Under sin femtioåriga yrkesverksamhet gjorde han tretton långfilmer och en kortfilm, och hans högst individuella filmstil brukar beskrivas med ord som nedtonad, lakonisk, elliptisk och asketisk. Något som brukar nämnas är hans icke-realistiska eller ibland hyperrealistiska användning av ljud.
Bressons unika användning av ljud måste framhållas, då den tillhör hans mest beundrade grepp. Så här beskriver han själv sin tillämpning: ”När ett ljud kan ersätta en bild, utelämna bilden eller neutralisera den. Örat söker sig mer mot det inre, ögat mot det yttre.”
Hans tidiga filmer är oftast uppbyggda kring brev, dagböcker, historiska dokument, och hans annorlunda användande av voice-over utgör en sorts upprepning av det visuella. I sina senare filmer övergav han alltmer denna berättarteknik och slutade helt att använda voice-over. 
Hans filmer kräver publikens fullständiga koncentration, och genomgående får man veta väldigt lite om rollfigurernas bakgrund. Ortnamn utelämnas ofta men även en tvetydighet kring rollfigurernas tankegångar kan uppstå. Betraktaren har många gånger svårt att förstå varför huvudrollsinnehavaren beter sig som han gör. Bresson har kallats filmhistoriens största elliptiska filmskapare och även minimalist, på grund av att han i sina filmer eliminerar viktiga scener och förkortar händelseförlopp på ett ovanligt sätt. Det gör att berättelserna kan kännas ofullgångna och som åskådare blir man förvirrad eftersom man är van vid att få saker förklarade för sig.

## Genesis
Komplexiteten i Bressons filmskapande kan ytterligare påvisas genom det projekt han under stora delar av hela sitt liv arbetade med, men som han aldrig lyckades genomföra. Det var en lång TV-film byggd på de första elva kapitlen av Första Moseboken. Planeringen hade redan påbörjats då hans finansiär backade ur. Bibelns första elva kapitel är välkända och börjar med universums skapelse, ”[…] kristallisera hela den eländiga mänskliga livshistorien från Adam och Evas fall till byggandet av Babels torn, ett överflöd av överträdelser leder till total förstörelse och följs av Guds barmhärtighet och förseglingen av förbundet mellan Gud och människa i regnbågens tecken."
Bressons reflektion över människans ursprung var kanske aldrig ämnad att realiseras, men projektet blir en spegelbild som ringar in Bressons hela filmskapande. Oavsett hur man förhåller sig till Bressons filmer, visar detta mer än något annat att hans filosofi är grundad på en kristen livsåskådning.[källa behövs]

## Måleriet som inspiration
Väldigt lite är känt om Bressons privatliv. Till och med hans födelseår råder det tvivel om, i olika källor anges han vara född 1901 eller 1907. Som ung läste han latin, grekiska, filosofi och inriktade sig till en början på en karriär som målare, vilken plan han övergav på grund av nervproblem. Måleriet har helt tydligt påverkat honom som filmskapare och han såg sig själv främst som målare: ”Hur kan man bortse ifrån att allt mynnar ut i en rektangel av vit duk upphängd på en vägg? (Se din film som en yta att täcka).”
Genom hans bakgrund som målare är det lätt att tro att han eftersträvade vackra kompositioner, men han har själv skrivit: ”Inte vackert foto, inte vackra bilder, utan nödvändiga bilder, nödvändigt foto.” ”För Bresson, måste alla beståndsdelar i en film arbeta tillsammans; det vackra finns i deras relationer.” Film handlar enligt Bresson om ”relationer” - relationer mellan bilder och ljud. Detta hindrar dock inte att hans filmer är utsökt vackra och poetiska i sin ”enkla framställning”, inte minst då det enkla ofta är det svåraste.

## Jansenism & Blaise Pascal
Bresson blir ofta stämplad som jansenist. Jansenismen, en riktning inom den katolska kyrkan med rötter i 1600-1700-talet, betonade Guds allmakt i de omvälvande tider som fått benämningarna renässansen och upplysningen. De återinförde ”Augustinus’ lära om den gudomliga nåden som endast tillkommer de utvalda” – de som på förhand av Gud är predestinerade.
En som starkt sympatiserade med denna rörelse var religionsfilosofen Blaise Pascal. Det är också tydligt att Bresson på många sätt inspirerats av Pascals tänkande. När Bresson intervjuades av Jean-Luc Godard sa han att han tror att livet utgörs av predestination och "tillfälligheter", när man kommer till ett vägskäl måste man välja. Allt är ett val, när man nått en viss punkt måste man välja igen och de man möter påverkar en. Tillfälligheterna påverkar en och gör att man väljer en sak framför en annan. Detta kan spåras tillbaka till jansenismen men framförallt till Pascals kristna mysticism. 
Det handlar om att människan är ändlig och med sitt mänskliga tänkande inte kan förstå Guds väsen som i sig är oändligt. Då Gud övergår vårt förstånd kan vi inte närma oss honom med intellektet utan endast med våra hjärtan - genom känslan där Gud uppenbarar sig i kärlek. Både för Bresson och Pascal är Gud dold och Kristus står i centrum, men röjer sin närvaro genom nåden.

## En kortfilm och de första långfilmerna
Bressons första film var märkligt nog en halvtimmeslång crazykomedi, Les Affaires publiques gjord 1934, som ansågs förlorad tills en kopia hittades av Cinémathèque française 1986. Filmen ger ingen ledtråd till de teman som Bresson i sina senare filmer skulle intressera sig för utan uppvisar istället paralleller med Bröderna Marxs Fyra fula fiskar (1933) och W.C. Fields Sensation i Los Angeles (1932), tyvärr utan att nå upp till dessa filmers farsartade nivå. Intressant kan ändå vara att Bresson som mycket sällan har nämnt någon film eller filmskapare som han gillar, de få gånger det kommit på tal har nämnt Charlie Chaplin och Buster Keaton. ”… Kanske ett par scener av Chaplin. Men när Chaplin inte agerar” har han sagt, och här kan man hitta en koppling.
Åren mellan 1933 och 1939 arbetade han på en hel del filmer, men det skulle dröja till 1943 innan han gör sin långfilmsdebut med Syndens änglar som utspelar sig i ett nunnekloster. Filmen handlar om en rik ung kvinna vid namn Anne-Marie (spelad av Renée Faure) som finner ”kallelsen” hos en orden av dominikanersystrar som specialiserar sig på att rehabilitera kvinnofångar. Hon blir särskilt fascinerad av fången Thérèse (Jany Holt) och vill få henne att ansluta sig till orden för att förlösa sina synder, men Thérèse vidhåller att hon är oskyldig. När Thérèse senare släpps fri skjuter hon mannen som begått brottet hon satt inne för och ansluter sig sedan till orden. Anne-Marie får efter en incident lämna klostret men gömmer sig i klostrets trädgård och tillbringar den regniga natten utomhus. Dagen efter är hon dödssjuk och Thérèse får ta hand om henne. Mot slutet av filmen dör Anne-Marie och Thérèse anger sig själv. Redan i denna film började Bresson undersöka teman som ”självuppoffrande” men framförallt ”frälsning/befrielse”, vilka blev vanligt förekommande teman i hans senare filmer. 
Hans nästa film Damerna i Boulognerskogen (1945) behandlar inte några konkreta religiösa aspekter utan ”den centrala intrigen är hämnd på en otrogen älskare.” Bressons två första filmer brukar beskrivas som Bresson före Bresson. Detta på grund av att de är gjorda i en mera konventionell stil, med etablerade skådespelare i ren cinéma de qualité-anda.
Mycket av detta kom han att bryta med i sin nästa film, Prästmans dagbok (1951) som etablerade några centrala ämnen i hans kommande filmer, såsom den komplicerade samverkan mellan den andliga och den materiella världen. Filmen behandlar en ung prästs sorgliga öde - han ska som nybliven präst tjäna i sin första församling i en liten by, men blir illa mottagen och diagnostiseras senare med magcancer. Bresson insisterade på att den person som skulle spela huvudrollen (Claude Laydu) själv skulle vara troende, och det var också här han började arbeta med amatörer istället för med skådespelare. 
När prästen dör i slutet av filmen, långt från byn hos en kurskamrat från äldre dagar, visas ett kors och en kollega till honom läser i voice-over ur ett brev prästens sista ord innan dödsögonblicket: ”Vad spelar det för roll? Allt är nåd.” Denna livssyn, djupt religiöst förankrad, kom att bli en norm i Bressons universum. Hans komplicerade syn och framställning av Guds nåd och predestination i kombination med människans fria vilja blev hans mest centrala och återkommande tema.
Detta tema fördjupade han än mer i sin nästa film, En dödsdömd har rymt (1956). Den här gången hade han inte en enda professionell skådespelare utan alla var amatörer. Filmen handlar om en man i den franska motståndsrörelsen under andra världskriget och hans förberedelser och flykt från ett nazistfängelse. En film i en äventyrsgenre, flyktfilmen, vars fokus ligger på själva flykten, men gjord på ett sätt som helt bryter mot den narrativa formen för spänning. Paradoxalt nog är filmen otroligt spännande, fast under ytan kan anas en annan berättelse, en berättelse som tar sin utgångspunkt i ett synligt materiellt drama av motstånd och flykt, men som dubbleras med ett osynligt andligt drama om ”nåd.” Bresson satt själv fängslad av tyskarna under mer än ett år i andra världskrigets början, en upplevelse som han otvivelaktigt använde sig av när han gjorde En dödsdömd har rymt.
Hans femte film, Ficktjuven (1959) handlar om en ficktjuv med övermänniskoideal som närmast njuter av sitt kriminella yrke. Då filmen till stora delar spelades in på Paris gator kunde Bressons filmteam stöta ihop med Jean-Luc Godards team; Godard som då hade påbörjat inspelningen av sin debutfilm Till sista andetaget (1960). Ficktjuven var nämligen Bressons mest samtida film hittills, en film som även gav inspiration till startskottet för den franska nya vågen, inte minst då Bresson tog steget ut ur studion och filmade på plats. I Ficktjuven förfinade och etablerade Bresson många nya berättartekniska stilgrepp som han redan så smått börjat tillämpa i En dödsdömd har rymt, såsom fragmentariskt staplade scener och elliptisk berättarstil.
Bressons sjätte film, Processen mot Jeanne d'Arc (1962), har åter en tydlig religiös kontext och filmen bygger på rättegångshandlingarna från 1400-talet. Filmen koncentreras till rättegången mot Jeanne d'Arc (spelad av Florence Delay) där hon står fängslad för kätteri och i slutet bränns på bål. Det finns många filmer byggda på Jeanne d'Arcs liv och kända regissörer som Cecil B. DeMille, Victor Fleming, Otto Preminger, Roberto Rossellini och Luc Besson har alla gett oss sina versioner, vilka ofta blåsts upp till stora historiska spektakel.
Carl Th. Dreyers En kvinnas martyrium (1928), som även den kretsar kring rättegången, är den som brukar framhållas som den bästa. Trots sin ålder känns den före sin tid tack vare sina drivande närbilder och de snabba klippen. Dreyers version är också den Bresson hämtat mest inspiration från. Processen mot Jeanne d'Arc är Bressons kortaste långfilm (65 min) och ett bra exempel på ”att hans filmkonst utvecklar sig ur hans uppfattning av vad han kan eliminera." Här finns inga kända Hollywoodstjärnor eller överflödiga bilder, utan det är en asketisk rekonstruktion av själva rättegången.

## Litterära förlagor och de senare filmerna
För många av sina filmer utgick Bresson från litterära förlagor; Damerna i Boulognerskogen bygger på en berättelse av Denis Diderot, Prästmans dagbok och Mouchette – den våldtagna - där den senare handlar om en ensam fjortonårig flicka som drivs till självmord - är båda filmatiseringar av romaner av Georges Bernanos. En ljuv kvinna (1969) undersöker orsakerna till en ung hustrus självmord efter en novell av Fjodor Dostojevskij, en författare som han många gånger inspirerades av. Fyra nätter i Paris (1971) omlokaliserar Dostojevskijs novell "Vita nätter" från St. Petersburg till det samtida Paris och handlar om en ung konstnär som under fyra nätter vandrar omkring med en ung kvinna som han hindrat att begå självmord.
Lancelot du Lac (1974) bygger på legenden om Kung Artur, inspirerad av romanen av Chrétien de Troyes. Filmen tar vid efter riddarnas misslyckande att finna den heliga graalen och fokuserar på riddaren Lancelot (spelad av Luc Simon) och hans förhållande till drottning Guinevere (Laura Duke Condominas). Blodspengar (1983), Bressons sista film, handlar om pengars centrala plats i vårt samtida kapitalistiska samhälle och hur de förstör en oskyldig mans liv, och bygger på en novell av Lev Tolstoj.
Trots att hans användning av litterära förlagor till synes är kopplat till cinéma de qualité-traditionen, är hans filmer i stället dess absoluta motsats. Det finns oftast inget litterärt alls över den färdiga produktionen. "Hans verk exemplifierar perfekt Astrucs caméra-stylo estetik: han använde litterära verk som en förevändning, men han komponerade med rent filmiska medel." Bresson gjorde berättelsen helt till sin och ”filmatiserade” endast det han ville berätta om.
En dödsdömd har rymt bygger på redogörelsen av André Devignys faktiska rymning från nazistfängelset Montluc i Lyon 1943, och Processen mot Jeanne d'Arc baseras som sagt på det verkliga rättegångsmaterialet. Trots att de inte nämns i förtexterna, vilket är förståeligt, är Ficktjuven delvis inspirerad av Dostojevskijs Brott och straff, liksom Min vän Balthazar (1966) är inspirerad av Idioten. Min vän Balthazar är för övrigt en central film i Bressons filmskapande, vars huvudroll spelas av ett djur - en åsna. De olika stadierna i åsnans liv, när han vandrar mellan olika ägare, sammanfaller med en grupp bybors öden och störst likhet uppvisar åsnan Balthazar med den unga kvinnan Marie (spelad av Anne Wiazemsky). 
Bresson skrev sina egna manus och gjorde som sagt adaptionerna själv, och Djävulen förmodligen (1977) verkar vara den enda film som inte verkat ha haft någon litterär förlaga alls. Filmen är en studie av desillusionerade unga människor i Paris; vi får följa Charles (spelad av Antoine Monnier) som går genom vardagen utan att finna anledning att fortsätta leva och mot slutet letar efter ett sätt att ta sitt eget liv.

## Cinematografi
1975 publicerades Bressons egna ”tankebok om film” Notes sur le cinématographe, på svenska som Anteckningar om filmkonsten (Ellerströms, 1998). Denna tunna bok består av aforismer; anteckningar och citat nedtecknande under 40 års arbete med film. I den formulerar han sin "cinematografi", något han anser vara en konstart. Måleri, skulptur, teater osv är alla konstarter och för att film ska kunna klassas som konst måste den ”stå på egna ben” – den måste vara oberoende av de andra konstarterna. Bresson har själv sagt: ”För mig är filmen en skrift, ett språksystem, en alldeles egen konstart – cinematografi.” Han fortsätter: ”Cinematografi är ett ord som kommer från grekiskan och innehåller de bägge beståndsdelarna ”rörelse” och ”skriva.”
Det Bresson tar mest avstånd från är teaterns stora inverkan på filmen med sin dramaturgi. Han skiljer mellan två begrepp: "cinema" och "cinematografi". Cinema står för den konventionella filmen, med etablerade skådespelare som spelar upp en scen och blir avfilmade av kameran. Detta anser han endast vara en reproduktion av teatern – fotograferad teater. Han menar att: ”Det genuina med teater är ju dess närvaro, dess närvaro i kött och blod” och filmen kommer alltid ”[…] att hamna i ett misslyckande som konstform […], när den låtsas vara teater.”
Så här beskriver Bresson själv sin tanke om cinematografi: ”En cinematografisk film, där uttrycket uppnås genom förhållanden mellan bilder och ljud, och inte genom mimik, gester, och tonfall (hos skådespelare eller icke-skådespelare). Som varken analyserar eller förklarar. Som komponerar på nytt.” Denna teori om den ”rena filmen” – där falskhet, såsom överdrivet teaterskådespeleri, i filmen är borttvättat - är inte något som Bresson hade färdigt i början på 1950-talet, utan den är sprungen ur en lång process där hans eget filmskapande och filmstil varit i konstant utveckling. 
I hans bok beskrivs "cinematografi" oftast som motsatsen till "cinema". Klart är att hans "modellkoncept", med amatörer i alla roller vilka inte har någon tidigare erfarenhet inom vare sig film eller teater, är högt rankat, liksom ljudets framträdande roll, jämställd med bilden. Därtill kommer att musiken är begränsad till synliga instrument men det handlar inte om att följa regler utan om att vara kreativ – att skapa, vilket all konst kretsar kring. Boken visar upp en vision om en ny seriös konstart som precis tagit sin början och där framtiden synes hoppfull men även ensam för de få som utövar den.

## Modeller
Bressons modellteori är bland den mest kontroversiella och kritiserade aspekten av hans filmskapande, något som var en stor orsak till hans svårigheter att få finansiering för sina filmer. "Modellkonceptet" har en central plats i hans "cinematografi" och innebär ett förkastande av skådespelare, som han ersatt med vad han kallar "modeller". 
Så här svarar Bresson själv på frågan angående modeller: ”Ja, i mitt arbete känner jag mig mer besläktad med andra konstarter, med litteratur eller med konst. Konstnären har sina modeller – i naturen, i livet. Jag arbetar på ett liknande sätt. Jag använder människor som inte är skådespelare i mina filmer, människor ur livet, ur naturen, som inte lärt sig att vara naturliga. Vilken absurditet för övrigt, en inlärd naturlighet!”
Då skådespeleri har sitt ursprung i teatern var detta något som Bresson direkt måste konfrontera, och det gjorde han genom att helt avvisa det. Vilket man klart kan se i denna aforism som dyker upp bland de första i hans bok: ”Inga skådespelare. (Ingen skådespelarregi.) Inga roller. (Inget instuderande av roller.) Ingen iscensättning. Utan användande av modeller, hämtade ur livet. VARA (modeller) istället för att FÖRESTÄLLA (skådespelare).” I Prästmans dagbok hade han reducerat antalet professionella skådespelare, och huvudrollsinnehavaren Claude Laydu var en amatör som aldrig hade gjort en film tidigare, men hade stått på teaterscenen. 
Bresson försökte arbeta med modeller som var så ”oskuldsfulla” som möjligt när det kom till film eller teater. De fick inte ha någon koppling som helst till skådespeleri, detta betyder även att han aldrig använde samma modell i mer än i en film. Detta är sant förutom ett undantag av Jean-Claude Guilbert som dyker upp både i Min vän Balthazar och Mouchette – den våldtagna i viktiga biroller. 
När Bresson fick frågan om han skulle använda Laydu i en annan film, svarade han: ”Nej… Hur skulle jag kunna? För Prästmans dagbok berövade jag honom vad jag behövde för att göra filmen. Hur skulle jag kunna beröva honom igen?” Kända skådespelare tar i varje film de gör med sig sin persona som de utvecklat i en rad filmer oavsett karaktär. Denna persona exploateras på många olika sätt, genom att använda sig av ”oskulds”-modeller isolerade Bresson effektivt sina filmer från detta fenomen av intertextualitet.
Bresson vill skala bort de saker i skådespeleriet som har med teaterns uttryckssätt att göra, för att få fram äktheten – en realism i sättet att vara människa. Han försökte få sina modeller att vara så uttryckslösa som möjligt, i allt som kan relateras till känslor: ansiktsuttryck, rörelser, gester och röster - skulle enligt honom vara så neutrala som möjligt. Detta står i direkt kontrast till skådespeleri – agerande som enligt Bresson är något som tillhör teatern och inte något man ska beblanda med film. 
En skådespelare är först och främst fokuserad på sin karaktär och dess psyklogi, något Bresson helt förkastar. Och menar att han försöker få fram en äkthet utan att begränsas av någon slags karaktär, eller om man vill dra det ännu längre någon stereotyp. En person som blivit indoktrinerad i teaterns uttryckssätt kan inte visa äkta känslor på vita duken för det är inlärda känslor – falska känslor. Bresson är intresserad av det rent ”fysiska” hos en människa och berättar inte om vilka sorts känslor hans modell ska förmedla. Utan ger ”endast” fysiska instruktioner t.ex. hur modellen ska röra sig, vad hon/han ska titta på osv. När det kommer till dialog vill han att de ska uttala replikerna på ett så tonlöst vis som möjligt – vilket närmast blir ett reciterande.      
Bresson försökte eliminera alla känslomässiga uttryck från modellen och repetera alla repliker, rörelser, i så lång utsträckning att personen ”tröttades ut”, vilket gör att allt blir automatiskt. Denna ”automatik” är precis det Bresson försöker få fram med sina modeller, där man helt enkelt ska glömma bort replik och rörelser, så det händer av sig själv – och då blir de äkta precis som i verkliga livet. Han har själv skrivit i sin bok: ”Modeller, som uppnått automatik (efter att allt vägts, mätts, inordnats, repeterats tio, tjugo gånger) och sedan lämnats mitt bland händelserna i din film, kommer att ha riktiga relationer till personer och föremål omkring sig, därför att de inte är uttänkta.” ”Nio tiondelar av våra rörelser lyder under vanan och automatiken. Det är emot naturen att underordna dem viljan och tanken.”

## Filmografi
- 1934 – Les Affaires publiques (kortfilm)
- 1943 – Syndens änglar (Les Anges du péché)
- 1945 – Damerna i Boulognerskogen (Les Dames du Bois de Boulogne)
- 1951 – Prästmans dagbok (Journal d'un curé de campagne)
- 1956 – En dödsdömd har rymt (Un condamné à mort s'est échappé ou Le vent souffle où il veut)
- 1959 – Ficktjuven (Pickpocket)
- 1962 – Processen mot Jeanne d'Arc (Procès de Jeanne d'Arc)
- 1966 – Min vän Balthazar (Au hasard Balthazar)
- 1967 – Mouchette – den våldtagna (Mouchette)
- 1969 – En ljuv kvinna (Une femme douce)
- 1971 – Fyra nätter i Paris (Quatre nuits d'un rêveur)
- 1974 – Lancelot du Lac
- 1977 – Djävulen förmodligen (Le Diable probablement)
- 1983 – Blodspengar (L’Argent)